# Pilu, Arad
Pilu (în maghiară: Nagypél) este satul de reședință al comunei cu același nume din județul Arad, Crișana, România.

## Așezare
Localitatea Pilu se află situată în Câmpia Crișurilor, în nord-vestul județului, la granița de vest a României, la o distanță de 62 km față de municipiul Arad.

## Istoric
Deși urmele locuirii pe aceste locuri sunt timpurii, pe teritoriul localității Vârșand fiind descoperite mai multe situri arheologice datând din epoca bronzului, prima atestare documentară a localității Pilu datează din anul 1283.

## Economia
Economia cunoaște în prezent o dinamică puternică, cu creșteri importante semnalate în toate sectoarele de activitate. 

## Turism
- Valea Crișului Alb
- Canalul Morilor, elemente cunoscute pescarilor sportivi din întreaga regiune.